# Rocklin (Kalifornia)
Rocklin – miasto w Stanach Zjednoczonych, w stanie Kalifornia, w hrabstwie Placer. Według spisu ludności przeprowadzonego przez United States Census Bureau, w roku 2010 miasto Rocklin miało 56 974 mieszkańców.